# .net
.net è un dominio di primo livello generico. Inizialmente riservato ai computer per la gestione di rete, in seguito la distinzione tra i domini è andata perduta.

## Storia
Il suffisso .net fa parte dei sei domini originari di primo livello (insieme a .com, .edu, .gov, .mil e .org), anche se, essendo stato creato nel gennaio 1985, non viene menzionato nello standard RFC 920. Secondo i dati aggiornati al 2011, è il terzo dominio di primo livello per popolarità dopo il .com e il .de.
Con l'acquisizione di Network Solutions, Verisign diventa l'operatore del suffisso. Il contratto scade il 30 giugno 2005, ma l'ICANN (l'organizzazione responsabile della gestione dei domini) lo rinnova a Verisign per altri sei anni. Alla successiva scadenza, il 30 giugno 2011, il rinnovo è invece automatico, in virtù di una risoluzione emanata da ICANN che prevede la proroga automatica del contratto fintanto che Verisign soddisfi determinati requisiti.
Le registrazioni vengono effettuate tramite registrar accreditati e sono ammessi anche nomi di dominio internazionalizzati.